# 趙欽 (營平侯)
赵钦（？—前23年），西汉陇西郡上邽（今甘肃省天水市）人，营平考侯。营平壮侯赵充国之孙，营平质侯赵弘之子。

## 生平
前29年，赵钦嗣父爵为营平侯，娶敬武公主为妻，无子。敬武公主令赵钦妾室良人习氏伪装怀孕，然后以他人子以为习氏的儿子，名字叫赵岑。前23年，赵钦死后，谥号考，赵岑嗣侯，习氏为太夫人，赵岑亲生父母一直索要钱财，赵岑被告发不是赵钦的儿子，国除。元始年间，汉平帝复封赵充国曾孙赵伋为营平侯。
| 前任： 赵弘 | 西汉营平侯 前29年—前23年 | 繼任： 赵岑 |